# 2007 TU24
2007 TU24 — астероид, пролетевший 29 января 2008 года рядом с Землёй. Диаметр этого небесного тела достигает 250 метров. В некоторых местах Земли его можно было наблюдать при помощи телескопов средней силы. Масса астероида около 2,4⋅1010 кг.

## История

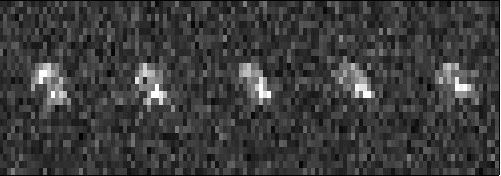
Серия радарных снимков

Астероид 2007 TU24 был обнаружен обзором Каталина 11 октября 2007 года. Уже тогда было точно известно, что столкновения с Землёй не будет. Минимальное расстояние до нашей планеты составило 550 тысяч километров.
Такие близкие пролёты астероидов бывают довольно редко. В следующий раз столь массивное космическое тело (из известных на данный момент) пролетит так близко от Земли в 2027 году.